# Чарівська Дача (пам'ятка природи)
Ча́рівська Да́ча — зоологічна пам'ятка природи місцевого значення в Україні. Об'єкт природно-заповідного фонду Хмельницької області. 
Розташована в межах Старосинявської селищної громади Хмельницького району Хмельницької області, на схід від смт Стара Синява. 
Площа 42 га. Статус надано згідно з рішенням облвиконкому від 26.10.1990 року № 194. Перебуває у віданні ДП «Старокостянтинівський лісгосп» (Старосинявське л-во, кв. 20). 
Статус надано для збереження частини лісового масиву, де зростають дуб червоний, дуб звичайний, а також береза, граб, ялина, осика тощо. Водяться типові для Поділля тварини.